# Melanerpes portoricensis
El carpintero puertorriqueño (Melanerpes portoricensis) es una de las cinco especies de carpinteros del género Melanerpes presentes en las Antillas. Esta especie en concreto es endémica de Puerto Rico y Vieques. 
Los colores del carpintero de Puerto Rico son blanco, con azul oscuro que se parecen a los colores de la bandera de Puerto Rico.